# Kazabana
Kazabana (風花, lit. enxurrada de neve) é um filme japonês de drama de 1959 escrito e dirigido por Keisuke Kinoshita.

## Sinopse
Ao presenciar a procissão nupcial de Sakura, a neta da família Nagura, Suteo, um jovem de cerca de 18 anos, corre até a margem dum rio, seguido por sua mãe, Haruko, que teme por sua vida. Numa série de flashbacks intercalados com o presente, o espectador fica sabendo dos acontecimentos anteriores, começando durante a Guerra do Pacífico.
Esperando um filho com Hideo, o segundo filho dos Nagura, e ambos sabendo que a família de donos de terra de Hideo não aprovará seu relacionamento nem a relutância do jovem em ir para a guerra, Haruko - filha de um fazendeiro arrendatário - concorda em cometer suicídio duplo com seu amante. Enquanto Hideo morre, rejeitado por seu tirânico pai Tsuyochi por se recusar a lutar por seu país, Haruko sobrevive e é acolhida pelos Nagura para silenciar as fofocas sobre o caso. Haruko dá à luz um menino, que Tsuyochi, sem o seu consentimento, registra sob o nome de Suteo, que significa "homem descartado". Alojados em um barraco separado da casa principal, Haruko e Suteo vivem como agricultores, e o único membro da família que os trata gentilmente é Sakura, filha do primeiro filho de Tsuyochi, Katsuyuki, e de sua esposa Tatsuko, que também moram na mansão.
Com a reforma agrária implantada no pós-guerra, os Nagura são forçados a vender ao governo todas as suas terras, exceto pelas terras que eles próprios podem razoavelmente cultivar, perdendo o seu estatuto em relação aos antigos arrendatários que agora as adquiriram. Tsuyochi elabora um plano para recuperar sua riqueza acumulando áreas de extração de madeira, mas isso requer um investimento da família de Tatsuko, que, em vez de ajudar, compra as antigas posses de Tsuyochi para si, aprofundando ainda mais o ressentimento dos Nagura por sua posição social perdida.
Quando Sakura fica mais velha, Tomi, matriarca dos Nagura, a impede de se matricular em uma escola secundária longe da vila, como seus amigos fizeram e, ao invés disso, dá aulas particulares de dança e música para ela, com a intenção de casá-la com uma família rica que ajudará a sustentar os Nagura. Suteo, agora um jovem, confessa seu amor a Sakura, e embora ela sinta o mesmo por ele, Sakura decide que a única maneira de escapar de sua família autoritária é ceder a um casamento arranjado e, assim, mudar-se para os domínios de seu novo marido.
Voltando às cenas de abertura do filme, Haruko alcança o filho, com medo de que ele tente suicídio como ela e Hideo fizeram. Ela promete, agora que Suteo cresceu, partirem juntos para Tóquio e começarem uma nova vida longe do campo.

## Elenco
- Keiko Kishi como Haruko
- Yoshiko Kuga como Sakura
- Yūsuke Kawazu como Suteo
- Ineko Arima como Sachiko
- Chieko Higashiyama como Tomi, mãe de Hideo
- Yasushi Nagata como Tsuyochi, pai de Hideo
- Chishū Ryū como Yakichi
- Toshio Hosokawa como Katsuyuki, pai de Sakura
- Kuniko Igawa como Tatsuko, mãe de Sakura
- Masanao Kawakane como Hideo
- Masako Izumi como Sakura (criança)

## Legado
Donald Richie, historiador de cinema, viu em Kazanaban, uma maneira fragmentada e não linear de contar histórias, como um antecessor dos filmes New Wave lançados pela Shochiku.